# Furano
Furano (富良野市, Furano-shi) est une ville située sur l'île de Hokkaidō, dans la sous-préfecture de Kamikawa, au Japon.

## Géographie

### Situation
Furano est située dans le centre de Hokkaidō.

### Municipalités limitrophes
| Ashibetsu    | Nakafurano   | Kamifurano   |
| Minamifurano | Furano       | Minamifurano |
| Minamifurano | Minamifurano | Minamifurano |

### Démographie
En 2007, Furano avait une population de 24 417 habitants, répartis sur une superficie de 600,71 km2. En octobre 2022, la population était de 20 259 habitants (densité de population de 34 hab./km2).

### Topographie
Le mont Ashibetsu est partiellement situé sur le territoire de Furano.

### Climat
| Mois                                             | jan.       | fév.      | mars       | avril      | mai       | juin      | jui.      | août      | sep.      | oct.      | nov.       | déc.       | année      |
| ------------------------------------------------ | ---------- | --------- | ---------- | ---------- | --------- | --------- | --------- | --------- | --------- | --------- | ---------- | ---------- | ---------- |
| Température minimale moyenne (°C)                | −14,4      | −14       | −7,8       | −0,2       | 6         | 11,5      | 16        | 16,3      | 11,1      | 4,1       | −2,1       | −10,2      | 1,4        |
| Température moyenne (°C)                         | −8,3       | −7,4      | −2,2       | 5,3        | 12,1      | 16,8      | 20,6      | 20,8      | 16,1      | 9,2       | 2,1        | −5,1       | 6,7        |
| Température maximale moyenne (°C)                | −3,7       | −2,3      | 2,7        | 10,9       | 18,4      | 22,9      | 26,2      | 26,3      | 21,9      | 14,9      | 6,4        | −1,2       | 12         |
| Record de froid (°C) date du record              | −34,5 1977 | −34 1978  | −28,3 1986 | −17,8 1984 | −3,1 1983 | 1 1981    | 6,3 1976  | 6,5 1976  | −0,5 1992 | −5,3 1977 | −21,3 1987 | −28,4 2012 | −34,5 1977 |
| Record de chaleur (°C) date du record            | 6,9 1988   | 13,3 2010 | 15,3 2015  | 29,2 1998  | 35,3 2019 | 36,3 2014 | 36,5 2021 | 38,5 2021 | 33 2019   | 26,6 2016 | 20,4 2003  | 13,6 1989  | 36,7 2021  |
| Ensoleillement (h)                               | 64,3       | 78,5      | 124        | 159,9      | 190,5     | 176,8     | 171,8     | 154,9     | 140,2     | 121,9     | 67,7       | 45,7       | 1 496,2    |
| Précipitations (mm)                              | 44,3       | 36,5      | 49,8       | 55,4       | 67,5      | 64,5      | 116       | 168,6     | 147,3     | 106,8     | 104,2      | 71,2       | 1 032,1    |
| dont neige (cm)                                  | 145        | 121       | 110        | 22         | 0         | 0         | 0         | 0         | 0         | 2         | 72         | 159        | 628        |
| Nombre de jours avec précipitations              | 14,3       | 12,3      | 13,5       | 11,9       | 11        | 9,9       | 10,9      | 11,7      | 12,8      | 14,4      | 17,9       | 17,2       | 157,8      |
| dont nombre de jours avec précipitations ≥ 10 mm | 0,7        | 0,3       | 0,8        | 1,6        | 2,1       | 1,9       | 4         | 4,6       | 4,7       | 3,9       | 3,6        | 1,8        | 29,9       |
| Nombre de jours avec neige                       | 18,8       | 16,1      | 13,7       | 3          | 0         | 0         | 0         | 0         | 0         | 0,3       | 7,2        | 19,4       | 78,5       |

| Diagramme climatique                                  |             |             |              |           |              |           |               |               |              |              |               |
| J                                                     | F           | M           | A            | M         | J            | J         | A             | S             | O            | N            | D             |
| −3,7−14,444,3                                         | −2,3−1436,5 | 2,7−7,849,8 | 10,9−0,255,4 | 18,4667,5 | 22,911,564,5 | 26,216116 | 26,316,3168,6 | 21,911,1147,3 | 14,94,1106,8 | 6,4−2,1104,2 | −1,2−10,271,2 |
| Moyennes : • Temp. maxi et mini °C • Précipitation mm |             |             |              |           |              |           |               |               |              |              |               |

## Toponymie
La ville tire son nom du mot aïnou "Fura-nui", qui signifie "lieu avec une odeur nauséabonde" et fait référence à l'activité volcanique locale.

## Histoire
Le village de Furano a été officiellement créé en 1899. Quatre ans plus tard, il est divisé en deux villages, Kamifurano et Shitafurano. L'actuel Minamifurano se sépare de Shitafurano en 1908. Ce dernier est élevé au rang de bourg en 1919 et reprend le nom de Furano.
Lors de la Seconde Guerre mondiale, Furano a été bombardé par des avions de la marine américaine en juillet 1945. Le 1er mai 1966, Furano obtient le statut de ville.

## Économie
Les activités économiques de la ville de Furano sont le ski et l'agriculture. Les productions agricoles de la ville sont le raisin et le vin, l'oignon, la carotte, le fromage et la lavande.

## Transports
Furano est desservie par les routes nationales 38 et 237.
La ville est desservie par les lignes Nemuro et Furano de la JR Hokkaido. La gare de Furano est la gare principale de la ville.

## Jumelages
Furano est jumelée avec Schladming en Autriche depuis le 23 février 1977.